# 蔡贵
蔡贵（？—？），顺天府宝坻县人，明朝蓟州卫都指挥佥事，曾任蓟州卫指挥使。

## 家族
- 父：蔡完者不花

- 大兄蔡撒里，都指挥佥事。

- 二兄蔡撒里帖木儿，常德卫指挥使[2]。

- 三兄蔡孛罗帖木儿，指挥。

- 四兄蔡可可帖木儿，千户。

- 五兄蔡信，指挥。

- 子蔡祥，金吾右卫都指挥佥事；孙蔡英，宁夏左参将，昭勇将军，金吾右卫都指挥佥事；曾孙蔡霖，正德三年戊辰科武榜眼，金吾右卫都指挥佥事；曾孙蔡需，弘治十八年乙丑科进士，刑部主事[3][4]。